# Tillandsia singularis
Tillandsia singularis là một loài thuộc chi Tillandsia. Đây là loài bản địa của Costa Rica.